# Grand Prix d'été de combiné nordique 2021
Navigation
2020 2022
Le Grand Prix d'été de combiné nordique 2021 est la vingt-troisième édition de la compétition estivale de combiné nordique.
Elle se déroule, pour les femmes comme pour les hommes, du 27 août au 5 septembre, en cinq épreuves disputées sur trois sites différents, situés en Allemagne et en Autriche.
Chez les hommes, le Finlandais Ilkka Herola remporte le classement général après avoir signé cinq podiums dont deux victoires en cinq courses. Chez les femmes, Gyda Westvold Hansen réalise l'exploit de remporte toutes les courses au programme et donc le classement général.

## Organisation de la compétition

### Programme de la compétition
Le calendrier initial de la saison prévoit cinq épreuves, tant féminines que masculines, sur trois sites.
La compétition débutera en Allemagne, à Oberhof, se poursuivra dans ce même pays, à Oberwiesenthal, puis changera de pays pour s'achever à Villach, en Autriche. Oberhof ouvre le Grand Prix pour la première fois. Oberwiesenthal est au programme de la compétition pour la onzième fois consécutive et Villach conclut pour la première fois.

### Format des épreuves
La compétition compte :
- pour les femmes, cinq épreuves individuelles, sur 5 km ;
- pour les hommes, également cinq épreuves individuelles, sur 10 km.

Aucune épreuve mixte par équipes n'est organisée cette année.
Les athlètes exécutent premièrement un saut sur un tremplin suivi d’une course de rollerski de 10 km. À la suite du saut, des points sont attribués pour la longueur et le style. Le départ de la course de rollerski s'effectue selon la méthode Gundersen (1 point = 4 secondes), le coureur occupant la première place du classement de saut s’élance en premier, et les autres s’élancent ensuite dans l’ordre fixé. Le premier skieur à franchir la ligne d’arrivée remporte l’épreuve. Les trente premiers athlètes à l'arrivée marquent des points suivant la répartition suivante, :
| Place  | 1er | 2e | 3e | 4e | 5e | 6e | 7e | 8e | 9e | 10e |
| ------ | --- | -- | -- | -- | -- | -- | -- | -- | -- | --- |
| Points | 100 | 80 | 60 | 50 | 45 | 40 | 36 | 32 | 29 | 26  |

| Place  | 11e | 12e | 13e | 14e | 15e | 16e | 17e | 18e | 19e | 20e |
| ------ | --- | --- | --- | --- | --- | --- | --- | --- | --- | --- |
| Points | 24  | 22  | 20  | 18  | 16  | 15  | 14  | 13  | 12  | 11  |

| Place  | 21e | 22e | 23e | 24e | 25e | 26e | 27e | 28e | 29e | 30e |
| ------ | --- | --- | --- | --- | --- | --- | --- | --- | --- | --- |
| Points | 10  | 9   | 8   | 7   | 6   | 5   | 4   | 3   | 2   | 1   |

La meilleure sauteuse porte un dossard bleu et la meilleure skieuse porte un dossard rouge ; la leader du classement général porte un dossard jaune . Il en va de même pour les hommes.

### Dotation financière
La répartition financière est la suivante pour les courses, :
| Place                             | 1er   | 2e    | 3e    | 4e  | 5e  | 6e  |
| --------------------------------- | ----- | ----- | ----- | --- | --- | --- |
| Montants en euros pour les Femmes | 500   | 400   | 300   | 150 | 100 | 50  |
| Montants en euros pour les Hommes | 3 500 | 2 500 | 1 400 | 750 | 500 | 350 |

Pour le classement général final, les hommes se partagent 12 500 € et les femmes 1 250 €.

## Avant la compétition

### Athlètes participants
Chez les femmes, Les fédérations peuvent engager le nombre d'athlètes qu'elle souhaitent. Cependant les compétitrices doivent avoir marqué des points en coupe du monde, en coupe continentale ou alors avoir participé aux Championnats du monde junior ou à des compétitions dans les jeunes catégories.
Chez les hommes, les nations qui le souhaitent peuvent engager un nombre limité d'athlètes par compétition :
| Nations                                                  | Quotas | Motifs |
| -------------------------------------------------------- | ------ | --- |
| Autriche, Allemagne, Norvège                             | 8      | Nations classées aux trois premières places du classement des nations de la Coupe du monde de combiné nordique 2020-2021             |
| Japon, Finlande, Italie                                  | 6      | Nations classées entre la quatrième et la sixième place du classement des nations de la Coupe du monde de combiné nordique 2020-2021 |
| France, Estonie, Tchéquie, États-Unis, Pologne, Slovénie | 4      | Autres nations classées dans le classement des nations de la Coupe du monde de combiné nordique 2020-2021                            |
| Autres nations                                           | 2      | Nations n'ayant marqué aucun point en coupe du monde                                                                                 |

La nation « à domicile » peut engager quatre athlètes supplémentaires.
Comme pour les Femmes, sont sélectionnables, les athlètes ayant :
- marqué des points en coupe du monde ;
- marqué des points en coupe continentale ;
- participé à la coupe du monde, à la coupe continentale ou aux championnats du monde junior.

### Favoris
Le Grand Prix d'été de combiné nordique est la première course internationale de la saison 2021-2022. Pour beaucoup d'athlètes, il s'agit d'une compétition de préparation en vue des compétitions hivernales notamment les Jeux olympiques de 2022.
Plusieurs nations comme la France, l'Autriche ou l'Allemagne ont enchaîné les stages au cours de l'été et espère que la compétition permettra de montrer le travail effectué,. Les allemands ont notamment travaillé sur le saut notamment en raison des contre-performance de l'hiver précédent. Les autrichiens se sont entraînés en Italie et à Park City et ils sont satisfaits du format compact de la compétition et des finales « à domicile » et il espère y briller,.
La compétition rassemble les principales têtes d'affiches de la coupe du monde. Chez les hommes, les absents sont les Japonais, les blessés Johannes Lamparter et Franz-Josef Rehrl et les  meilleurs athlètes norvégiens. Ces derniers ne feront que les courses de Villach. Les Italiens qui viennent de réaliser des stages en Autriche et en Suède sont représentés par plusieurs athlètes mais sans Alessandro Pittin,. Raffaele Buzzi ne participe qu'aux courses de Villach. Enfin, Eric Frenzel est atteint par une infection virale quelques jours avant la première course et est donc absent. Jarl Magnus Riiber, attendu à Villach, est finalement absent en raison d'une préparation estivale compliquée notamment avec une inflammation à une épaule.
Chez les femmes, toutes les athlètes seront présentes à l'exception de Tara Geraghty-Moats qui a décidé de retourner pratiquer le biathlon et de Svenja Würth qui est blessée,. Gyda Westvold Hansen est la favorite.

## Déroulement des compétitions

### Oberhof

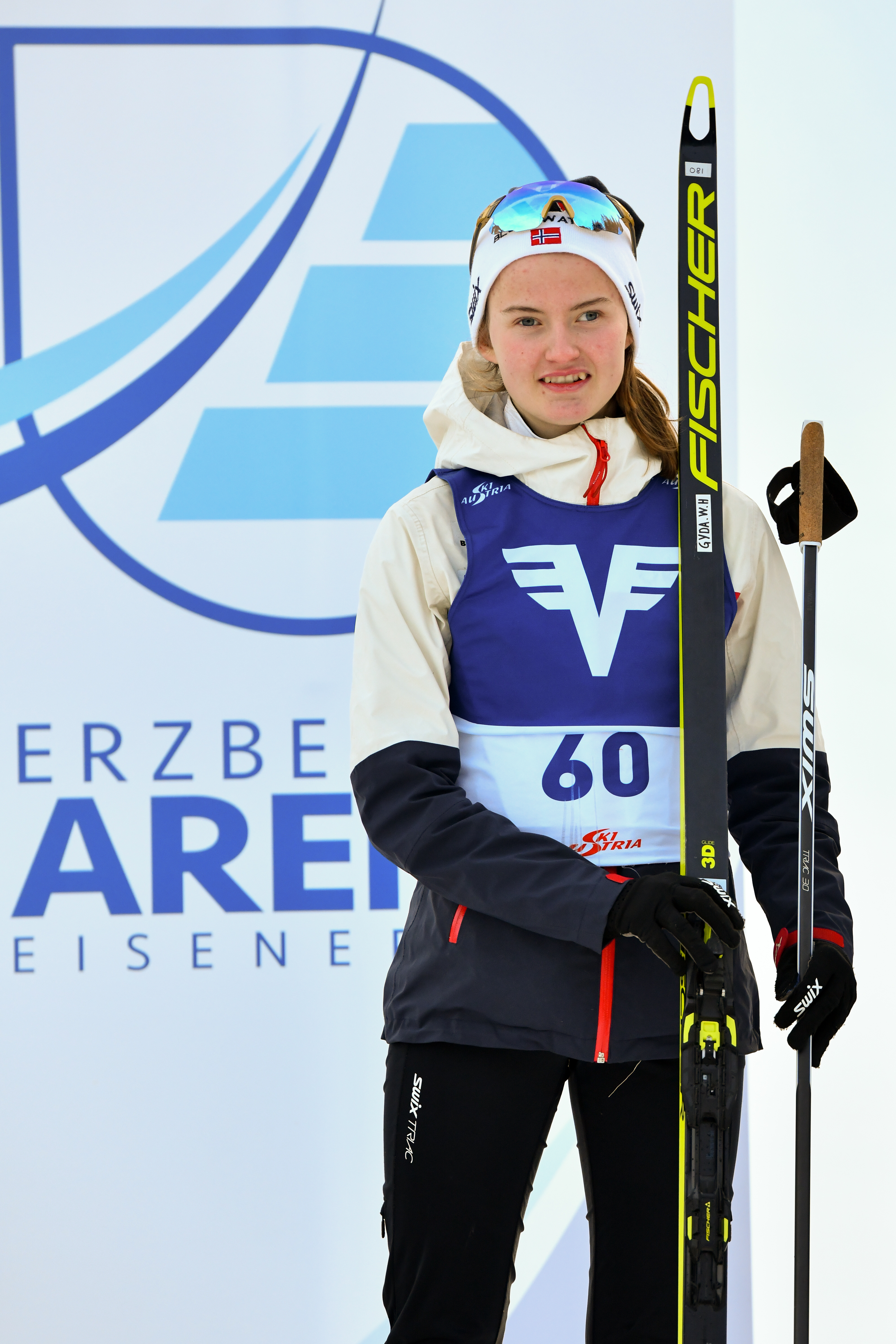
Gyda Westvold Hansen en 2020.

Le Grand Prix d'été débute à Oberhof. Chez les hommes, cinquante-quatre athlètes sont engagés sur le HS 140. Mario Seidl domine le concours de saut grâce à un saut à 136 m ce qui est le plus long saut du jour. Ce saut lui permet de disposer de 20 s d'avance sur l'Allemand Terence Weber qui a sauté à 129 m mais qui a bénéficié de meilleures notes de style. Manuel Einkemmer (de) est à 21 s et Ilkka Herola à 25 s. Lors de la course de rollerski à Steinbach-Hallenberg, les quatre athlètes font la course ensemble dans un premier temps. En fin de course, Terence Weber et Manuel Einkemmer sont lâchés et la victoire se joue entre Mario Seidl et Ilkka Herola. Mario Seidl casse un bâton en fin de course et c'est le finlandais  qui s'impose de 0,1 s au sprint. Manuel Einkemmer prend la troisième place. Chez les femmes, vingt-deux athlètes de huit pays participent. Lisa Hirner domine le concours de saut avec un saut à 91,5 m. Elle devance l'Italienne Annika Sieff de 16 s (saut à 89 m) et la championne du monde Gyda Westvold Hansen qui est à 22 s (saut à 94 m). Les trois femmes se regroupent dans la course de rollerski puis Lisa Hirner et Gyda Westvold Hansen se détachent. La Norvégienne l'emporte d'un dixième au sprint devant l'Autrichienne. Annika Sieff parvient à conserver la troisième place. Les sœurs Marte et Mari Leinan Lund prennent la quatrième et la cinquième place.
Le lendemain, Mattéo Baud domine le concours de saut chez les hommes avec un saut à 132 m. Il devance Mario Seidl qui a sauté à 135 m et qui est à 15 s du français. Il devance de 3 s son compatriote Lukas Greiderer, puis Szczepan Kupczak et Ilkka Herola qui est cinquième à 30 s. Derrière, les écarts sont faibles et suivent Vinzenz Geiger, Martin Fritz et Johannes Rydzek qui est huitième à 34 s. Lors de la course de rollerski, un groupe de tête se forme avec Ilkka Herola, Vinzenz Geiger, Johannes Rydzek, Martin Fritz, Lukas Greiderer et Mario Seidl mais sans Mattéo Baud qui ne peut pas suivre,. En fin de course, Johannes Rydzek, Vinzenz Geiger et Ilkka Herola se détachent. Ilkka Herola paie an fin de course ces efforts et il est lâché au début de la ligne droite finale et doit se contenter de la troisième place,. Lors du sprint, Johannes Rydzek l'emporte devant Vinzenz Geiger qui a cassé un bâton. Il s'agit de la première victoire de Johannes Rydzek depuis 2019 et une saison 2020-2021 compliquée. Chez les femmes, Annalena Slamik domine le concours de saut avec le plus long saut du jour à 97,5 m. Elle devance l'Italienne Annika Sieff qui a sauté à 93,5 m et qui est à 5 s. Gyda Westvold Hansen, vainqueur la veille, est troisième à 39 s. Dans la course de rollerski, elle rattrape le duo de tête après 3 km puis elle attaque et elle l'emporte en solitaire. Derrière, Ema Volavšek (de), partie quatrième revient sur Annika Sieff et Annalena Slamik. Annalena Slamik est lâchée et prend la quatrième place alors que Ema Volavšek prend le meilleur sur Annika Sieff pour la deuxième place.

### Oberwiesenthal
Chez les hommes, Terence Weber, à domicile, domine le concours de saut avec un saut à 104 m. Il devance deux Autrichiens Martin Fritz et Mario Seidl qui ont tous les deux sauté à 103,5 m et qui sont à 12 et 13 s,. Le leader du classement général, Ilkka Herola, est juste derrière à 14 s du leader. Vinzenz Geiger qui a réalisé le plus long du saut à 105,5 m est cinquième à 20 s,. Derrière, les écarts sont plus importants avec Mattéo Baud qui est sixième à 38 s. Dans la course de rollerski, les cinq athlètes qui s'élançaient en tête se regroupe. Ilkka Herola emmène le groupe la majorité du temps et Martin Fritz et Terence Weber sont les premiers lâchés. En fin de course, Ilkka Herola paie ses efforts et il est battu au sprint par Vinzenz Geiger et par Mario Seidl. Derrière, Johannes Rydzek partit quinzième remonte à la sixième place.
Chez les femmes, Gyda Westvold Hansen construit un nouveau succès sur le tremplin. La Norvégienne réalise un saut à 102,5 m dans des conditions de vent favorable,. Elle devance de 2 s l'allemande Jenny Nowak qui a sauté à 101 m. Annalena Slamik est troisième à 15 s et ensuite les écarts sont importants. Ema Volavšek (de) est quatrième mais à plus d'une minute. La course de rollerski est une formalité pour Gyda Westvold Hansen qui l'emporte avec plus d'une minute d'avance sur Ema Volavšek qui est remontée en deuxième position. Mari Leinan Lund partit septième réalise une belle course de rollerski et elle remonte jusqu'à la troisième place.

### Villach
Chez les femmes, le premier concours de saut du week-end est dominée par Gyda Westvold Hansen qui est également largement en tête du classement général. Son saut à 93 m lui permet de disposer de 3 s sur Annalena Slamik qui a réalisé le plus long saut du jour à 94 m. Derrière, les écarts sont très importants avec Lisa Hirner qui est troisième mais à une minute et 2 s et Sigrun Kleinrath qui est une seconde derrière sa compatriote. Jenny Nowak qui avait réalisé le plus long saut à 97 m a été disqualifiée en raison d'une combinaison non conforme. Lors de la course de rollerski, Gyda Westvold Hansen fait la course seule et l'emporte une nouvelle fois. Derrière, Annalena Slamik prend la deuxième place à plus d'une minute et Lisa Hirner bat au sprint Sigrun Kleinrath pour la troisième place. Chez les hommes, les allemands, Vinzenz Geiger et Fabian Riessle, bien classés au classement général, font l'impasse sur le week-end de compétition. Le concours de saut est serré. En effet, Mario Seidl saute à 97,5 m ce qui lui permet de disposer de quatre secondes d'avance sur Ilkka Herola qui a sauté un demi-mètre moins loin. L'Estonien Kristjan Ilves, dont c'est la première course de l'été est troisième une seconde derrière Ilkka Herola. Le jeune Stefan Rettenegger crée la surprise à la quatrième place devant Espen Bjørnstad qui est à dix secondes. Il y a donc cinq athlètes en dix secondes à l'issue du saut. Les cinq athlètes réalisent la course de rollerski ensemble. Dans la deuxième partie de la course, Espen Bjørnstad est le premier lâché et Ilkka Herola fait exploser le reste du groupe dans le dernier tour. Finalement, il s'impose avec 11,1 s d'avance sur Mario Seidl et 25,8 s sur Stefan Rettenegger.
Le lendemain, les dernières courses de la compétition sont au programme. Chez les femmes, Gyda Westvold Hansen domine de justesse le concours de saut. Gyda Westvold Hansen et Annika Sieff réalisent toutes les deux un saut à 96,5 m et la norvégienne dispose de deux secondes d’avance sur l'italienne. Annalena Slamik qui a sauté à 96 m est à 6 s. Jenny Nowak est quatrième à 15 s et elle devance Sigrun Kleinrath, Lisa Hirner et la Slovène Ema Volavsek (de). Lors de la course de rollerski, Gyda Westvold Hansen garde la tête toute la course et l'emporte. Elle remporte donc sa cinquième course consécutive. Derrière, Annika Sieff parvient à garder la deuxième position et elle termine à plus de vingt secondes de la Norvégienne. Plus loin, Jenny Nowak est troisième à mi-course mais elle ne peut pas garder ce rythme et elle est doublée par Ema Volavsek qui termine deux secondes derrière Annika Sieff et par Sigrun Kleinrath qui termine quatrième. Chez les hommes, le meilleur sauteur de l'été, Mario Seidl remporte le concours de saut avec un saut à 100 m. Il devance de dix secondes son compatriote Martin Fritz qui a sauté à 97,5 m. Le leader du classement général, Ilkka Herola, est troisième à dix-sept secondes, grâce à un saut à 97,5 m. Jens Lurås Oftebro, rapide en rollerski, est quatrième à 25 s et il devance Mattéo Baud et Eero Hirvonen. Espen Andersen qui a réalisé le saut le plus long à 101 m est neuvième à 52 s. Dans la course de rollerski, un groupe se forme en tête avec Mario Seidl, Ilkka Herola et Martin Fritz. Jens Lurås Oftebro fait l'effort en début de course et rejoint les trois athlètes de tête. Derrière, Eero Hirvonen essaie de rentrer seul sur le groupe mais il n'y arrive pas. En fin de course, Jens Lurås Oftebro paie les efforts consentis pour revenir sur le groupe de tête et il est lâché. La victoire se joue à trois et c'est Mario Seidl qui l'emporte devant Ilkka Herola et Martin Fritz. Jens Lurås Oftebro prend la quatrième place et Johannes Rydzek double Eero Hirvonen en fin de course pour la cinquième place.

## Bilan des compétitions
Gyda Westvold Hansen réussit l'exploit de remporter le classement général et les cinq courses au programme notamment en raison de ses performances en saut à ski. En effet, elle remporte le trophée de la meilleure sauteuse en plus. La norvégienne a en plus terminé troisième du classement de la meilleure skieuse et elle a été globalement intouchable. Le maillot rouge de la meilleure coureuse est revenu à l'Allemande Marie Nahring devant Ema Volavsek (de). Les Norvégiennes, outre Gyda Westvold Hansen, ont un peu déçues. Les sœurs, Mari et Marte Leinan Lund, ont moins brillé que lors de l'hiver précédent. Par contre, les Autrichiennes comptent désormais plusieurs athlètes qui peuvent briller au haut-niveau. Chez les Allemandes, Jenny Nowak est toujours chez la chef de file mais elle semble un peu en retrait notamment en rollerski.
Chez les hommes, Ilkka Herola remporte deux courses ainsi que le classement général. Il termine deuxième du classement du meilleur sauteur et premier du classement du mailleur skieur. Il devance Mario Seidl qui a remporté la dernière course. Les autres courses ont été remportés par les allemands Vinzenz Geiger et Johannes Rydzek. Ilkka Herola est le premier finlandais à remporter la compétition depuis Samppa Lajunen en 2001. Deuxième au général, Mario Seidl est très heureux de ses résultats dans la compétition car il revient d'une blessure à un genou.

## Classements

### Individuel féminin
Contrairement à la coupe du monde, le vainqueur du classement général de la compétition est l'athlète qui marque le plus de points et qui participe à toutes les compétitions.
| Rang | Nom                    | Points |
| ---- | ---------------------- | ------ |
| 01   | Gyda Westvold Hansen   | 500    |
| 02   | Ema Volavšek (de)      | 284    |
| 03   | Lisa Hirner            | 240    |
| 04   | Annalena Slamik        | 232    |
| 05   | Annika Sieff           | 212    |
| 06   | Sigrun Kleinrath       | 191    |
| 07   | Veronica Gianmoena     | 178    |
| 08   | Mari Leinan Lund       | 174    |
| 09   | Marie Naehring         | 164    |
| 10   | Jenny Nowak            | 162    |
| 11   | Annika Malacinski (de) | 125    |
| 12   | Svetlana Gladikova     | 99     |
| 13   | Marte Leinan Lund      | 97     |
| 14   | Ida Marie Hagen        | 95     |
| 15   | Alexandra Glazunova    | 71     |
| 16   | Sophia Maurus (de)     | 59     |
| 17   | Stefaniya Nadymova     | 36     |

### Individuel masculin
Contrairement à la coupe du monde, le vainqueur du classement général de la compétition est l'athlète qui marque le plus de points et qui participe à toutes les compétitions.
| Rang | Nom                    | Points |
| ---- | ---------------------- | ------ |
| 01.  | Ilkka Herola           | 400    |
| 02.  | Mario Seidl            | 380    |
| 03.  | Johannes Rydzek        | 275    |
| 04.  | Terence Weber          | 204    |
| 05.  | Martin Fritz           | 202    |
| 06.  | Manuel Einkemmer (de)  | 124    |
| 07.  | Thomas Jöbstl          | 116    |
| 08.  | Lars Ivar Skårset (en) | 114    |
| 09.  | Laurent Muhlethaler    | 100    |
| 10.  | Philipp Orter          | 088    |
| 11.  | Lukas Klapfer          | 072    |
| 12.  | David Mach             | 046    |
| 13.  | Vid Vrhovnik           | 034    |
| 14.  | Antoine Gérard         | 033    |
| 15.  | Samuel Costa           | 031    |
| 16.  | Ondřej Pažout          | 025    |
| 17.  | Simon Hüttel (de)      | 022    |
| 18.  | Szczepan Kupczak       | 014    |
| 19.  | Mattéo Baud            | 011    |
| 20.  | Wendelin Thannheimer   | 001    |
| 21.  | Dmytro Mazurchuk (no)  | 001    |

### Coupe des Nations
Le classement de la Coupe des nations est établi à partir d'un calcul qui fait la somme de tous les résultats obtenus par les athlètes d'un pays dans les épreuves individuelles ainsi que les deux meilleurs résultats du sprint par équipes. Une équipe du pays en tête de ce classement s'élancera en dernier lors du saut de l'épreuve par équipes.
| Rang | Nom        | Points |
| ---- | ---------- | ------ |
| 01.  | Norvège    | 687    |
| 02.  | Autriche   | 537    |
| 03.  | Allemagne  | 333    |
| 04.  | Italie     | 307    |
| 05.  | Slovénie   | 250    |
| 06.  | Russie     | 195    |
| 07.  | États-Unis | 101    |
| 08.  | France     | 062    |
| 09.  | Tchéquie   | 020    |

| Rang | Nom        | Points |
| ---- | ---------- | ------ |
| 01.  | Allemagne  | 541    |
| 02.  | Autriche   | 468    |
| 03.  | Finlande   | 282    |
| 04.  | Norvège    | 149    |
| 05.  | France     | 103    |
| 06.  | États-Unis | 080    |
| 07.  | Italie     | 036    |
| 08.  | Tchéquie   | 029    |
| 09.  | Slovénie   | 017    |
| 10.  | Pologne    | 009    |

## Résultats

### Résultats féminins
| Date         | Épreuve                            | Vainqueur            | Deuxième          | Troisième    | Leader du Grand Prix |
| ------------ | ---------------------------------- | -------------------- | ----------------- | ------------ | -------------------- |
| 28 août 2021 | Épreuve individuelle HS 100 / 5 km | Gyda Westvold Hansen | Lisa Hirner       | Annika Sieff | Gyda Westvold Hansen |
| 29 août 2021 | Épreuve individuelle HS 100 / 5 km | Gyda Westvold Hansen | Ema Volavšek (de) | Annika Sieff | Gyda Westvold Hansen |

| Date               | Épreuve                            | Vainqueur            | Deuxième          | Troisième        | Leader du Grand Prix |
| ------------------ | ---------------------------------- | -------------------- | ----------------- | ---------------- | -------------------- |
| 1er septembre 2021 | Épreuve individuelle HS 105 / 5 km | Gyda Westvold Hansen | Ema Volavšek (de) | Mari Leinan Lund | Gyda Westvold Hansen |

| Date             | Épreuve                           | Vainqueur            | Deuxième        | Troisième       | Leader du Grand Prix |
| ---------------- | --------------------------------- | -------------------- | --------------- | --------------- | -------------------- |
| 4 septembre 2021 | Épreuve individuelle HS 98 / 5 km | Gyda Westvold Hansen | Annalena Slamik | Lisa Hirner     | Gyda Westvold Hansen |
| 5 septembre 2021 | Épreuve individuelle HS 98 / 5 km | Gyda Westvold Hansen | Annika Sieff    | Annalena Slamik | Gyda Westvold Hansen |

### Résultats masculins
| Date         | Épreuve                             | Vainqueur       | Deuxième       | Troisième             | Leader du Grand Prix |
| ------------ | ----------------------------------- | --------------- | -------------- | --------------------- | -------------------- |
| 28 août 2021 | Épreuve individuelle HS 140 / 10 km | Ilkka Herola    | Mario Seidl    | Manuel Einkemmer (de) | Ilkka Herola         |
| 29 août 2021 | Épreuve individuelle HS 140 / 10 km | Johannes Rydzek | Vinzenz Geiger | Ilkka Herola          | Ilkka Herola         |

| Date               | Épreuve                             | Vainqueur      | Deuxième    | Troisième    | Leader du Grand Prix        |
| ------------------ | ----------------------------------- | -------------- | ----------- | ------------ | --------------------------- |
| 1er septembre 2021 | Épreuve individuelle HS 105 / 10 km | Vinzenz Geiger | Mario Seidl | Ilkka Herola | Vinzenz Geiger Ilkka Herola |

| Date             | Épreuve                            | Vainqueur    | Deuxième     | Troisième          | Leader du Grand Prix |
| ---------------- | ---------------------------------- | ------------ | ------------ | ------------------ | -------------------- |
| 4 septembre 2021 | Épreuve individuelle HS 98 / 10 km | Ilkka Herola | Mario Seidl  | Stefan Rettenegger | Ilkka Herola         |
| 5 septembre 2021 | Épreuve individuelle HS 98 / 10 km | Mario Seidl  | Ilkka Herola | Martin Fritz       | Ilkka Herola         |